# Joe Powell
Pour les articles homonymes, voir Powell.

a Compétitions nationales et continentales officielles uniquement.

b Matchs officiels uniquement.
Dernière mise à jour le 10 juin 2025.
Joe Powell, né le 11 avril 1994 à Canberra (Australie), est un joueur de rugby à XV international australien évoluant au poste de demi de mêlée. Il joue avec l'US Montauban depuis 2024.

## Carrière

### En club
Joe Powell commence à jouer au rugby avec le Marist College dans sa ville natale de Canberra, dont il est le capitaine,. Parallèlement, il représente la sélection scolaire du territoire de la capitale en 2011 et 2012, disputant le championnat national scolaire,.
Après avoir terminé sa scolarité, il rejoint le club des Tuggeranong Vikings (en), avec qui il joue en senior à partir de 2013 en ACTRU Premier Division (championnat amateur de la région de Canberra). À la même période, il représente l'équipe des moins de 20 ans de la franchise des Brumbies.
Il commence sa carrière professionnelle en 2014 lorsqu'il est retenu avec l'équipe des Canberra Vikings pour disputer la saison inaugurale du NRC,. Il joue quatre rencontres lors de sa première saison, dont une titularisation et inscrit un essai.
En avril 2015, alors qu'il joue avec Tuggeranong, tout en suivant un apprentissage du métier de charpentier, il est appelé en cours de saison par la franchise des Brumbies. Ce recrutement fait suite à l'absence sur blessure du titulaire habituel Nic White, que Powell doit compenser pendant trois semaines. Il fait ses débuts en Super Rugby le 18 avril 2015 contre les Melbourne Rebels. Lors de sa pige, il fait un total trois apparitions comme remplaçant.
En 2016, il est conservé par les Brumbies en tant que membre de l'effectif élargi. Il devient alors la doublure régulière de l'argentin Tomás Cubelli, et dispute huit rencontres. Grâce à ses performances, il prolonge son contrat pour deux saisons supplémentaires. 
Lors de la saison 2017 de Super Rugby, il profite de la blessure de Cubelli pour s'imposer comme le demi de mêlée titulaire de l'équipe. Il conserve sa place lors des saisons suivantes, devenant un cadre de la franchise de Canberra,. En 2020, il remporte le Super Rugby Australia, en étant titulaire lors de la finale contre les Reds,. 
En octobre 2019, avec le retour du Wallaby Nic White aux Brumbies, il décide de rejoindre les Melbourne Rebels à partir de la saison 2021,. Il joue deux saisons avec les Rebels, disputant 27 matchs.
En 2022, il décide de quitter l'Australie, et s'engage avec le club anglais des London Irish en Premiership. Il quitte le club à la fin de sa première saison, après la cessation d'activité de son club, faisant suite à d'importants problèmes financiers.
Il rejoint dans la foulée les Leicester Tigers au sein du même championnat, sur la base d'un contrat court devant compenser l'absence des internationaux Ben Youngs et Jack van Poortvliet. Il quitte le club en janvier 2024, après avoir disputé une poignée de matchs.
Peu après son départ de Leicester, il s'engage avec le Lyon OU en Top 14, en tant que joker médical de Jean-Marc Doussain. Il ne joue que deux rencontres avec le club lyonnais.
À l'intersaison 2024, il s'engage pour trois saisons avec l'US Montauban en Pro D2,. Il participe au bon parcours de son équipe, qui est sacré champion de France après sa victoire en finale face au FC Grenoble, match pour lequel il est remplaçant.

### En équipe nationale
Joe Powell joue avec l'équipe d'Australie des moins de 20 ans lors du championnat du monde junior 2014,.
En juin 2016, il est sélectionné pour la première fois avec les Wallabies par le sélectionneur Michael Cheika, afin de participer aux camps d'entrainement nationaux. Cette sélection est alors considérée comme surprenante en raison de son inexpérience au plus haut niveau, avec seulement huit rencontres de Super Rugby à son actif,. Derrière des joueurs comme Nick Phipps et Nick Frisby (en), il ne dispute aucun match.
Il rappelé en sélection l'année suivante, à la même période, pour préparer la série de test-matchs à venir. Il obtient sa première cape internationale le 10 juin 2017 à l’occasion d’un test-match contre l'équipe des Fidji à Melbourne. Il connait une seconde sélection deux semaines plus tard contre l'Italie, puis une troisième au mois de novembre contre le Japon.
Il est à nouveau sélectionné en 2018, et joue une unique rencontre contre l'Irlande le 23 juin 2018 à Sydney,.

## Palmarès

### En club
- Vainqueur du Super Rugby Australia en 2020 avec les Brumbies.
- Finaliste du NRC en 2015 et 2019 avec les Canberra Vikings.
- Vainqueur du Championnat de France de 2e division en 2025 avec l'US Montauban.

## Statistiques
Au 19 février 2021, Joe Powell compte 4 capes en équipe d'Australie, dont aucune en tant que titulaire, depuis le 10 juin 2017 contre l'équipe des Fidji à Melbourne. Il n'a inscrit aucun point.